# Peter Osgood
Peter Osgood (ur. 20 lutego 1947 w Windsorze, zm. 1 marca 2006 w Slough) – piłkarz angielski, wieloletni zawodnik Chelsea F.C.
W 1964 jako 17-latek debiutował w zespole Chelsea F.C. i już w pierwszym meczu strzelił dwie bramki. W ciągu kolejnych dziesięciu lat w barwach londyńskiego klubu wystąpił w 289 spotkaniach i strzelił 105 bramek, co przyniosło mu przydomek „króla Stamford Bridge”. W 1970 poprowadził Chelsea do zdobycia Pucharu Anglii, strzelając gole w każdej z rund tych rozgrywek. Rok później zdobył wraz z Chelsea Puchar Zdobywców Pucharów, po meczu finałowym z Realem Madryt. W 1972 wywalczył awans do finału Pucharu Ligi, ale Chelsea trofeum nie zdobyła po porażce w finale ze Stoke City.
W 1974 przeszedł do Southampton F.C. W barwach tego klubu ponownie sięgnął po Puchar Anglii (1976, po finale z Manchesterem United). W 126 meczach strzelił 28 bramek. W 1978 na krótko został piłkarzem Norwich City, a następnie występował w USA w klubie Philadelphia Fury.
W 1970 debiutował w reprezentacji Anglii w spotkaniu z Belgami. Łącznie wystąpił w czterech meczach kadry, nie strzelając żadnej bramki. Był w szerokiej kadrze powołanej na finały mistrzostw świata w 1970. Udało mu się strzelić cztery bramki w sześciu spotkaniach kadry angielskiej do lat 23.
Zmarł po ataku serca, którego doznał w czasie pogrzebu jednego z członków rodziny. Jego prochy leżą pod punktem rzutu karnego przy trybunie Shed End stadionu Chelsea – Stamford Bridge.